# Le Theil-en-Auge
Le Theil-en-Auge ist eine französische Gemeinde mit 197 Einwohnern (Stand: 1. Januar 2022) im Département Calvados in der Region Normandie. Sie gehört zum Arrondissement Lisieux und zum Kanton Honfleur-Deauville.

## Geografie
Le Theil-en-Auge liegt etwa 19 Kilometer südsüdöstlich von Le Havre. Umgeben wird Le Theil-en-Auge von den Nachbargemeinden Fourneville im Westen und Norden, Genneville im Norden und Osten, Saint-Benoît-d’Hébertot im Südosten sowie Saint-Gatien-des-Bois im Südwesten und Westen.

## Bevölkerungsentwicklung
| Jahr                       | 1962 | 1968 | 1975 | 1982 | 1990 | 1999 | 2006 | 2019 |
| Einwohner                  | 153  | 128  | 94   | 92   | 124  | 159  | 160  | 192  |
| Quellen: Cassini und INSEE |      |      |      |      |      |      |      |      |

## Sehenswürdigkeiten
- Kirche Saint-Pierre aus dem 14. Jahrhundert, Umbauten aus dem 16. Jahrhundert

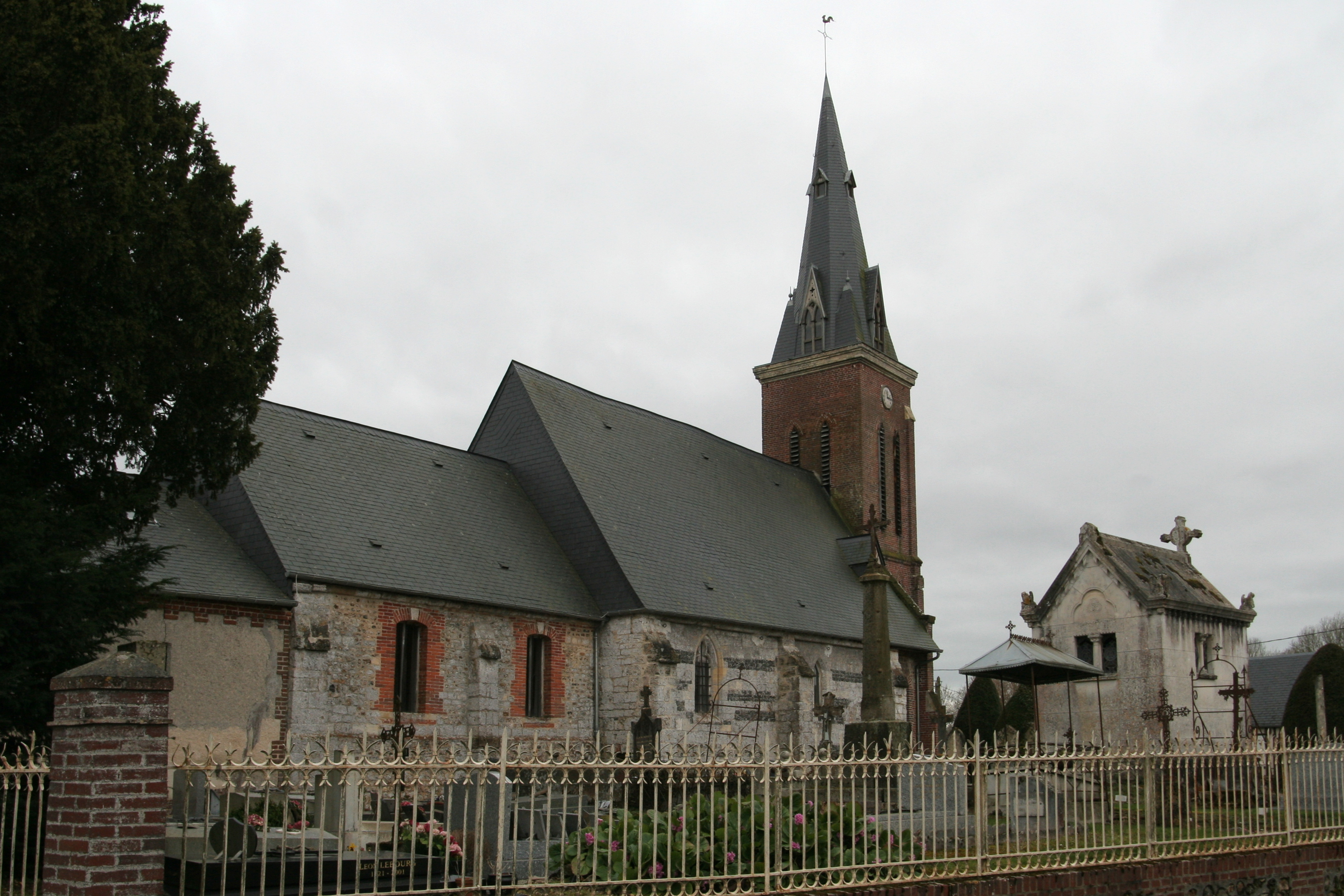
Kirche Saint-Pierre